# Epitenodera nimbana
Epitenodera nimbana es una especie de mantis de la familia Mantidae.

## Distribución geográfica
Se encuentra en Burkina Faso, Ghana, Guinea,  Camerún y Congo.